# Cécile Carelsen
Cécile Carelsen, artiestennaam van Cientje Cohen (Maastricht, 13 mei 1863 – Theresienstadt, 4 juli 1944) was een Nederlands toneelactrice.

## Carrière
Carelsen begon als dilettante met spelen in 1885. In 1886 speelde ze, onder haar eigen naam, bij vereniging A.D.V.E.N.D.O. in Amsterdam. In 1896 werd ze, nog onder de naam C. Cohen, als nieuwelinge aangekondigd, in het stuk Een kus van 50.000 gulden. Later dat jaar speelde ze Zes-en-zestig van Offenbach, wederom bij Barend Barendse en Charles de la  Mar. In 1897 speelde ze bij Rademaker in Den Haag in het stuk De Straatjongen van Parijs. Niet veel later is ze van naam veranderd, want in 1899 speelde ze onder de naam Carelsen bij vereniging de Tivoli-Schouwburg uit Rotterdam. Ze speelde verder onder meer bij het Haarlemsch Toneel en het Nederlandsch-Indisch Toneelgezelschap, onder leiding van Anton Kimmel en Louis Chrispijn. In 1910 trad ze, samen met haar tweede echtgenoot, toe tot N.V. Het Tooneel, van hun (voormalige) zwager Willem Royaards. In 1913 zei ze het toneel vaarwel, om in 1931 weer terug te keren.

## Persoonlijk
Carelsen trouwde tweemaal. In 1887 trouwde ze met Jacob de Jong, welk huwelijk in 1910 eindigde in een scheiding. Ze verbleef toen in Indië, waar ze een relatie had gekregen met haar medespeler Henri Spoor. In 1911 trouwde ze met Spoor, die reeds na een jaar huwelijk overleed.
Ze is een zuster van toneelactrice Margot Cohen en de moeder van actrice Fie Carelsen (echte naam Sophia de Jong), die werd geboren tijdens haar huwelijk met De Jong. Tijdens de Tweede Wereldoorlog, toen vele acteurs moesten onderduiken, moesten de Joodse Carelsen en haar dochter zich melden bij het bevolkingsregister. Daar vertelde ze haar dochter dat ze een natuurlijk kind van acteur Frits Bouwmeester sr. (1848-1906) en dus half Joods was. Of ze dit verzon om haar dochter voor deportatie te sparen of dat het op waarheid berustte is onbekend. Célice Carelsen verbleef in Kamp Westerbork, voordat zij op 5 april 1944 naar concentratiekamp Theresienstadt werd getransporteerd. Op 4 juli 1944  kwam ze om in Theresienstadt.